# بیبیانو فرناندز
بیبیانو فرناندز (انگلیسی: Bibiano Fernandes؛ زادهٔ ۳۰ مارس ۱۹۸۰) ورزشکار هنرهای رزمی ترکیبی اهل برزیل است.